# 解扁
解扁（?—?），战国时期魏国官员。
解扁担任魏国东部边境官员，年终上计，地方财政收入增加了三倍。有司请嘉奖解扁。魏文侯却说：“我国土地没有增大，人口没有增多，为何解扁的财政收入增加三倍？”有司回答：解扁在当地令民众冬天伐木积存，第二年春天由河道运出卖掉，因此增加收入。魏文侯说：“百姓春夏秋三季忙碌，只有冬天有空闲，现在让他们冬天伐木，又驾车河运，百姓不得休养生息，已经疲惫不堪。收入增加三倍，又有何用呢？”解扁有功绩却反而引招责备。